# Давыдов, Борис Владимирович
Борис Владимирович Давыдов (9(21).07.1883—1925) — русский и советский гидрограф-геодезист, Корпуса гидрографов флота полковник, исследователь морей северо-восточной Азии. В 1924 году возглавлял экспедицию, поднявшую советский флаг на острове Врангеля.

## Биография
Окончил Морской корпус в 1901 году. С 1903 года — старший штурман минного транспорта «Амур» на 1-й Тихоокеанской эскадре, на нём участвовал в обороне Порт-Артура во время Русско-японской войны. Награжден орденами Св. Анны III степени с мечами бантом и Св. Владимира IV степени с мечами и бантом. В 1906 году поступил на Гидрографическое отделение Морской академии, закончив его в 1910 году. Некоторое время занимался астрономией и геодезией в Пулковской обсерватории. Но в том же году, в составе экспедиции Б. А. Вилькицкого, в должности командира гидрографического судна «Таймыр», отправился в Тихий океан. Определил координаты ряда пунктов от мыса Дежнёва до реки Колымы, обработал материалы для лоции этого района. В 1913 году получил назначение на должность начальника Гидрографической экспедиции Тихого океана. Вплоть до 1919 года производил морскую съёмку побережий Охотского моря и успел начать опись побережий Берингова моря. Однако, разрастание Гражданской войны на Дальнем Востоке воспрепятствовало завершению его деятельности.
В конце Гражданской войны Давыдов сумел обработать все собранные им материалы и подготовить к печати огромный труд (1500 стр.), увидевший свет уже при большевиках, в 1923 году, под названием «Лоция побережий РСФСР Охотского моря и Восточного берега Камчатки». С установлением на Дальнем Востоке советской власти, в июле 1923 года Давыдов был назначен начальником Управления по обеспечению безопасности кораблевождения на Дальнем Востоке. В этой должности он много способствовал ограждению прав СССР на обслуживание некоторых районов Дальнего Востока в навигационном отношении.
В 1924-1925 годах был начальником экспедиции на ледоколе «Красный Октябрь» (б. «Надёжный»), отправленной на остров Врангеля, в связи с притязаниями Канады и США на этот арктический остров. 20 августа 1924 года Давыдов поднял на острове Врангеля советский флаг и принудительно погрузил на борт «канадских колонистов». Среди них не было ни одного канадца белой расы: партию колонистов составляли американец Чарльз Уэллс (начальник) и тринадцать эскимосов. На обратном пути, 25 сентября в проливе Лонга у мыса Шмидта ледокол был безнадёжно зажат льдами, — однако, налетевший шторм помог ему освободиться. Преодоление тяжёлых льдов привело к перерасходу топлива. К моменту, когда судно бросило якорь в бухте Провидения, топлива оставалось на 25 минут хода, а пресной воды не было совсем. Во Владивосток ледокол вернулся 29 октября 1924 года. Советско-американские, а затем китайско-американские переговоры о дальнейшем возвращении колонистов на родину через Харбин заняли длительное время. До возвращения не дожили трое — руководитель экспедиции Чарльз Уэллс умер во Владивостоке от пневмонии; двое эскимосских детей скончались на протяжении последующего пути.
В следующем, 1925 году Давыдов ушёл из жизни (умер от паралича сердца дома, в квартире № 14 по адресу 19-я линия Васильевского острова, д. 12). Погребен на Смоленском православном кладбище. В официальном некрологе он был назван «одним из крупнейших исследователей Востока и Северо-Востока». В главную же заслугу ему был поставлен «полный успех экспедиции на остров Врангеля».

## Память
В честь Б. В. Давыдова названы:
- бухта Давыдова (Чукотское море, остров Врангеля, название бухте присвоено в 1928—1929 гг. Г. А. Ушаковым)[8][9];
- бухта Давыдова (Карское море, архипелаг Норденшельда, остров Добрыня Никитич, бухта нанесена на карту в 1938—1939, название присвоено В. А. Радзеевским)[9];
- гора Давыдова (Японское море, Татарский пролив, залив Чихачёва)[9];
- мыс Давыдова (Японское море, Татарский пролив, залив Чихачёва; название мысу было присвоено в 1952 году решением Хабаровского крайисполкома)[8][9];
- мыс Давыдова (Карское море,  Северная Земля, остров Большевик, мыс открыт и нанесён на карту в 1913 году Гидрографической экспедицией Северного Ледовитого океана на ледокольных теплоходах «Таймыр» и «Вайгач»)[8][9];
- мыс в Антарктиде (мыс Давыдова, Земля Виктории, 68°35′ ю.ш., 154°31′ в.д., мыс открыт и нанесён на карту в 1958 году Советской Антарктической экспедицией, название присвоено не позже 1965 года)[8][9];
- подводная гора Давыдова (Тихий океан, Курильские острова, 46°05′ с.ш., 151°15′ в.д., открыта в 1949—1954 гг. научно-исследовательским судном «Витязь», тогда же присвоено название)[9];

В 1966—2005 годах в состав Северного флота входило океанографическое исследовательское судно «Борис Давыдов» проекта 850. Также, в честь Б. В. Давыдова назван танкер типа «Ямалмакс».

## Главные работы
- Определение долгот по азимутам луны универсальным инструментом, «Записки по гидрографии», СПб, 1912;
- Материалы для изучения Сев. Ледовитого океана от мыса Дежнёва до р. Колымы (материалы по лоции), СПб, 1912;
- Некоторые практические указания при работах по съёмке берегов, «Записки по гидрографии», П., 1916;
- Лоция побережий РСФСР Охотского моря и Восточного берега полуострова Камчатки с островом Карагинским включительно, Владивосток, 1923;
- В тисках льда, Л., 1925. Лит.: Ахматов В., Б. В. Давыдов, «Записки по гидрографии», т. III, Л., 1926. А. Соколов.